# 馬自達醫院
馬自達醫院（日语：マツダ病院）是一家隸屬於日本馬自達汽車公司的地區醫院，位於廣島縣安藝郡府中町青崎南2-15，總病床數有270床，在職的醫護人員與行政人員合計約450名。

## 概要
該醫院的前身是1938年（昭和13年）成立的馬自達汽車公司醫護室，專門救治照料該公司之員工或家屬。後來在1941年總部辦公室搬遷後，於原址增設醫療科目，並變更成企業附屬醫院。隨著時間的變遷，逐步增設醫療科目與病床數，現在成為廣島縣安藝郡府中町裡主要的醫療機構。
- 土地面積：7,726平方公尺
- 建築物面積：30,038平方公尺
- 病床數：250床
- 醫療科別：

1. 循環器科
2. 消化器科
3. 呼吸器科
4. 糖尿病内科
5. 内科
6. 精神科、心理治療内科
7. 小兒科
8. 外科
9. 腦神經外科、腦血管内治療科
10. 整形外科
11. 皮膚科
12. 泌尿器科
13. 眼科
14. 耳鼻喉科
15. 牙科、口腔外科
16. 麻醉科
17. 復健科
18. 健康檢查科

2012年1月30日該院北側之新大樓落成，共分成地上8層、地下1層：一樓為急診室、二樓共有5間手術室、三至七樓為病房，共有250個病床、八樓為健康檢查中心。而舊大樓則進行改建工程，2012年業已完成。

## 沿革
- 1938年（昭和13年）：馬自達汽車公司設立醫護室。
- 1941年（昭和16年）：2月總部辦公室搬遷，於原址增設診療科別，並變更成企業附屬醫院。
- 1954年（昭和29年）：4月將舊員工宿舍改建成結核病醫療大樓。
- 1960年（昭和35年）：4月開始在山陽本線向洋站前沿著舊國道建築新大樓。
- 1961年（昭和36年）：7月新醫院大樓竣工，廢除使用舊大樓。開設的診療科目計有：内科、小兒科、外科、整形外科、皮膚泌尿器科、婦産科、眼科、耳鼻喉科、放射線科、牙科；病床數：一般病床85床、結核病床65床，共計150床。9月，獲得變更成「綜合醫院」之許可。12月，增設病床：一般病床130床、結核病床88床，共計218床。
- 1977年（昭和52年）：1月因結核病患減少，調整一般病床數成240床。
- 1982年（昭和57年）：於七樓開設健康檢查中心。
- 1991年（平成3年）：5月導入MRI核磁共振成像裝置。
- 1997年（平成9年）：2月導入體外震波碎石術設備（（英文）extracorporeal shock wave lithotripsy，縮寫成ESWL，或稱體外衝擊波碎石術） 。
- 2002年（平成14年）：啟用點單系統（（英文）ordering system，整合串接門診治療病歷、處方箋、藥局開藥等單位之間的電腦軟體系統）。
- 2003年（平成15年）：啟用電子病歷系統。
- 2010年（平成22年）：6月22日發生馬自達總部連續殺人事件（日语：マツダ本社工場連続殺傷事件），部分傷患被送至該醫院急救。
- 2012年（平成24年）：1月30日北側新大樓落成啟用。

## 內部連結
- 馬自達

## 外部連結
- （日語）官方網站 （页面存档备份，存于）